# Olivier Custodio
Olivier Custodio (* 10. Februar 1995) ist ein Schweizer Fussballspieler, der beim FC Lugano in der Schweizer Super League unter Vertrag steht.

## Karriere

### Verein
Seine Juniorenzeit verbrachte Olivier Custodio beim FC Montreux-Sports, FC Yvorne und beim FC Lausanne-Sport.
Im Sommer 2013 schaffte er den Sprung ins Kader der 1. Mannschaft des FC Lausanne-Sport in die Schweizer Super League, wo er Ende Saison in die Challenge League abstieg. Nach zwei Jahren in der Challenge League, wo er zum Stammspieler und Captain reifte, schaffte Custodio im Sommer 2016 mit dem FC Lausanne-Sport den Aufstieg in die Schweizer Super League.
Am 29. Juni 2017 wechselte Custodio zum FC Luzern, wo er einen Vertrag bis Ende Juni 2021 unterschrieb.
Im März 2018 musste er von der Militärpolizei abgeholt werden, nachdem er mehrere Male nicht zur Rekrutierung erschien.
Custodio wechselte im Sommer 2019 zum FC Lugano.

### Nationalmannschaft
Olivier Custodio absolvierte diverse Juniorenländerspiele von der U-15 bis zur U-21 für die Schweiz.

## Erfolge
- Aufstieg in die Super League 2016 mit dem FC Lausanne-Sport.

- Schweizer Cup: 2022 mit dem FC Lugano